# Cine de Honduras

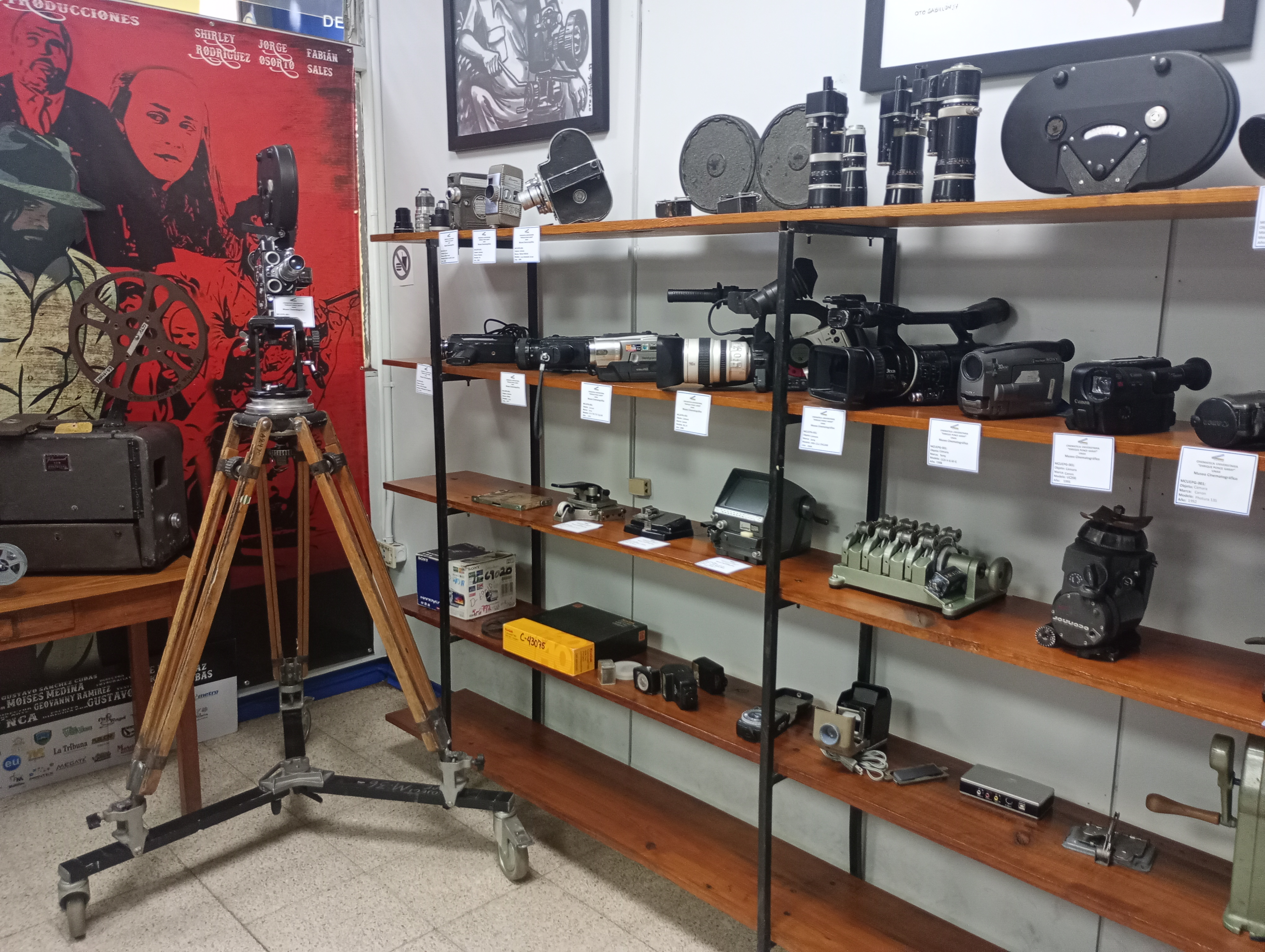
Museo de la Cineteca Nacional.

El cine hondureño es producido y realizado en la república de Honduras, históricamente desarrollado desde mediados del siglo XX con medios privados e independientes. La primera película hondureña producida por un director de cine profesional Hondureño fue el cortometraje experimental Mi Amigo Ángel (1962), del cineasta Sami Kafati.

## Historia

### Antecedente
Dentro del anecdotario del cine hondureño, está la participación en "La primera aventura cinematográfica" de Eduardo Zamacois, de la cual se han recuperado aproximadamente diez minutos: “En pocos meses el film quedó terminado (...). Eduardo Zamacois y la película salieron de Valencia (embarcados en el Montevideo) rumbo a la isla de Puerto Rico el 11 de diciembre de 1916, casi un año después de haber concebido el proyecto. (...): Poco es, también, lo que Zamacois dice sobre su visita a Honduras. Son apreciaciones de tipo político y social, que podemos resumir en esta frase: «Honduras me produjo una impresión similar a la que me causaron Guatemala y El Salvador, y a la que había de producirme Nicaragua, y también, aunque en menor grado, Costa Rica. Esos países donde la agricultura, las industrias y el comercio, son rudimentarios, estaban viviendo su Edad Media...». Sabemos también que cuando llegó a la capital, Tegucigalpa, salió a recibirle el entonces joven poeta Rafael Heliodoro Valle y el «veterano comediante español don Pedro Vázquez». (...)”.

### Cine hondureño

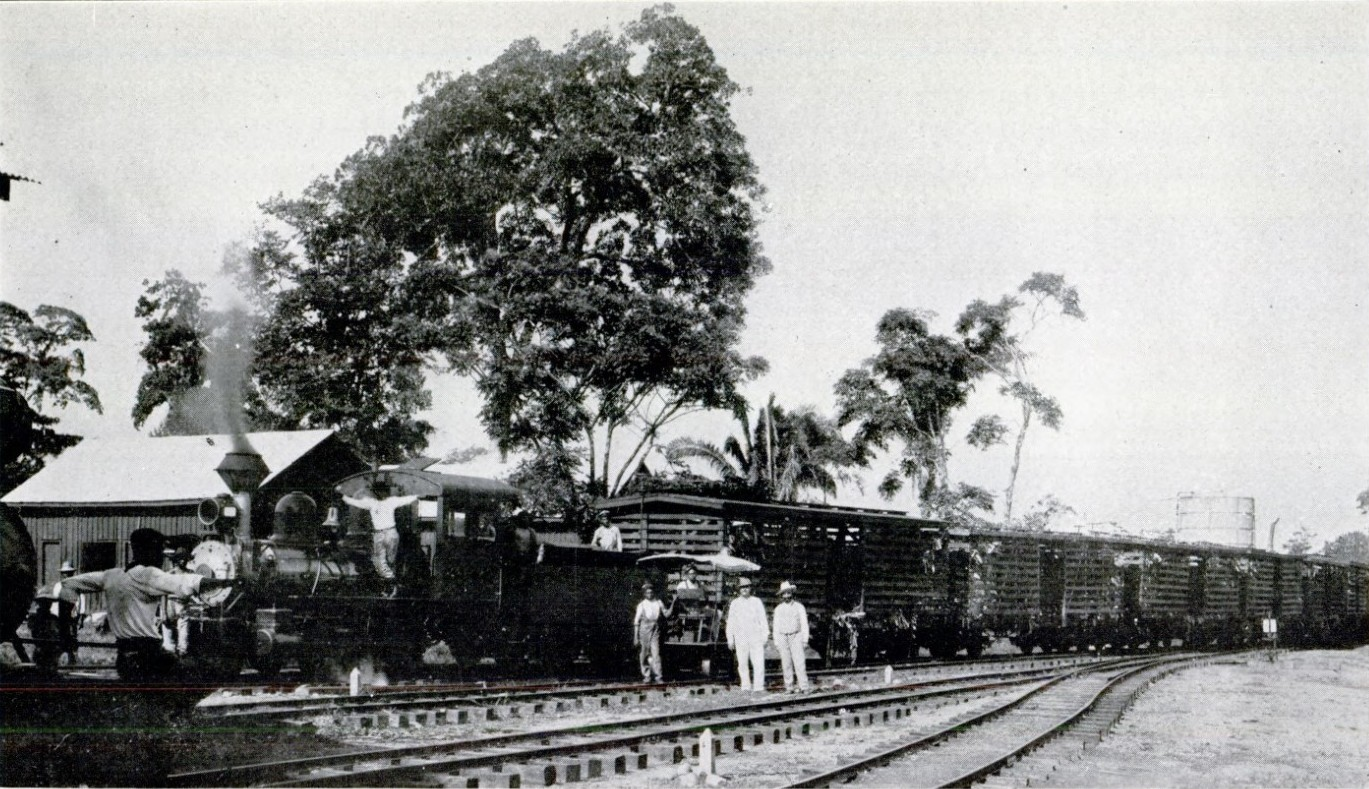
Se tiene sabido que durante la época de las empresas bananeras algunos extranjeros realizaron filmaciones del país.

A principios del siglo XX en un recuento sobre el cine en Centroamérica, se afirma que existen más de 10 millones de habitantes en total y que poseen únicamente 350 cinematógrafos de 35mm y 16mm y que locamente dan funciones diariamente. Muchas de las salas de cine en Honduras fueron propiedad de la United Fruit Company.
Otro enclave norteamericano, dedicado a la minería, la New York and Honduras Rosario Mining Company, establecida en la comunidad de San Juancito en 1879, instaló una de las primeras salas de cine del país. Los “gringos” (norteamericanos) que vivían en El Rosario, en las alturas de la montaña de donde los estadounidenses extraían el oro, tenían toda clase de comodidades, incluida una sala de cine en el Club El Rosario. Los restos de los proyectores de 35 milímetros aún pueden verse en el corredor de la casa de la familia Lara Pineda, herederos del norteamericano Alfredo Laiman Hurst, bisabuelo paterno de la cineasta hondureña Katia Lara, quien gerenció la primera planta hidroeléctrica de Centroamérica y la sala de cine de la Rosario Mining Company en San Juancito. 
En 1937, durante el gobierno del general Tiburcio Carías Andino, se contrata un equipo de México y filma la película "Honduras" que dirige José Bohr y el camarógrafo Raúl Martínez Solares. El filme se estrenó meses después y los diarios señalan que asistían a la proyección unas 25.000 personas. El argentino establecido en México, Leo Aníbal Rubens, produce reportajes cinematográficos de tipo periodístico en 35 mm, blanco y negro, para el gobierno del general Tiburcio Carías en la década de 1940, y se difunden en las salas comerciales. También, por encargo del gobierno, Rubens filma un Congreso de Arqueología que se celebra en Copán y la transmisión del poder en 1949, así como un trabajo en el que aparece la figura del poeta Rafael Heliodoro Valle cuando llega a la ciudad de Toncontín. En la década de 1950 el hondureño Jorge Asfura realiza reportajes sobre obras públicas y actos gubernamentales, en 16 mm, y blanco y negro. Sin embargo, el cine en el país tiene su verdadero inicio en 1962, el primer cineasta hondureño fue Sami Kafati, estudió cinematografía en Roma en la década de los años 1960. Su primera obra cinematográfica fue el medio metraje experimental y neorrealista  Mi Amigo Ángel, producida en 1962, es la primera obra cinematográfica de ficción producida en Honduras.
Esta primera generación de cineastas se completa con Fosi Bendeck que realiza el largometraje "El Reyecito" o "El Mero Mero", película de ficción fuertemente influenciada por el surrealismo. Ambos cineastas realizaron también documentales que tenían mayormente fines institucionales y/o comerciales. Sus producciones personales fueron financiadas mayormente por ellos mismos.
Sami Kafati completaba su labor con la producción de spots comerciales. A lo largo de su carrera adquirió una serie de equipos de primera calidad para la producción cinematográfica que lamentablemente solo le permitirá trabajar en dos películas de largometraje: "Utopía", dirigida por el cineasta chileno Raúl Ruíz y la película No Hay Tierra Sin Dueño, que lamentablemente no logró terminar en vida, pero que fue editada y finalizada posteriormente de su deceso,  gracias a la gestión de su esposa Norma Kafati y su hijo Ramsés Kafati, quienes lograron el apoyo del Fonds Sud - Ministère des Affaires Étrangère (France), el Ministère de la culture et de la communication (France), CNC (France) y Alta Loma Films (France) como coproductores, y el aporte inconmesurable de la restauradora y montajista Carmen Brito, quien viajó a Honduras para colaborar con la familia de Sami Kafati, luego de su fallecimiento en 1996, para terminar el filme que quedara en la moviola del director hondureño con la forma de un primer corte. Esta increíble historia, con toques sobrenaturales, se cuenta en el documental Corazón abierto (Honduras, 2005) de la cineasta hondureña Katia Lara.  No hay tierra sin dueño fue presentada en Cannes, Francia, en la "Quincena de Realizadores" que es un festival simultáneo pero no competitivo e independiente del conocido Festival de Cannes.
En la década de los setenta regresan a Honduras los cineastas Mario López y Vilma Martínez que habían realizado estudios en la república Argentina. Igualmente llega René Pauck, francés que realizara junto a Mario López varios de los documentales más emblemáticos de la época, dentro del Departamento de Cine de la Secretaría de Cultura, Turismo e Información durante la administración presidencial del general Juan Alberto Melgar Castro, de esta época data el documental "Ritos y Magia" sobre los rituales tradicionales realizados por el pueblo Lenca y la etnia Garífuna. 
Mario López junto a René Pauck producirán y dirigirán el documental "Maíz, Copal y Candela", y en solitario en la década de los noventa Mario López dirigirá el documental "Doña Ticha" sobre una rezadora tradicional Lenca. René Pauck dirigirá el documental "El Tata Lempira" sobre la ceremonia tradicional del Guancasco en el occidente de Honduras, y ya en la primera década del siglo XXI producirá el documental del director Gerardo Aguilar "Cusuna, Lugar del Pez Dormilón".
Se producen en el país en la década de los setenta algunos largometrajes televisivos ("Francisco Morazan" y "La pasión de Cristo") por un grupo que se llamó "Teatro de los Diez", formado en su mayoría por locutores radiales que trabajaban en Radio Nacional de Honduras.
En 1989, Javier Suazo Mejía produce y dirige "La Hora Muerta", largometraje del género Cine Noir, protagonizada por Patricia Ramírez y Jackie Overton.
Antes de concluir el siglo, y luego que el huracán Mitch azotara sobre la Honduras empobrecida de 1998, el director Francisco Andino, alumno de Sami Kafati y miembro del equipo de filmación de No hay tierra sin dueño, produjo el documental “Fantasmas del huracán” que recibió premios y reconocimientos, entre ellos Mejor guion, Mejor dirección y Mejor ficción en el IV Festival Centroamericano Ícaro en Guatemala en 2001. 

### SigloXXI

El Xendra de 2012 dirigida por Juan Carlos Fanconi logró captar mucho la atención del público nacional debido a que su historia presentaba varios elementos de suspenso y ciencia ficción.

En la década de los noventa llegan al país varios graduados de la Escuela Internacional de Cine y Televisión, proyecto impulsado por la Fundación del Nuevo Cine Latinoamericano. Estos jóvenes comenzaron una nueva etapa de la producción audiovisual, esta generación realiza las siguientes producciones;
- Hispano Durón realizaría el largometraje Anita la cazadora de insectos, además produce el video musical "En mi país" del cantautor Guillermo Anderson, además el largometraje "Alto Riesgo" dirigido por René Pauck.

- Francisco Andino dirigirá el cortometraje "Voz de Ángel"

- Nolbam Medrano realizaría el videoclip "No hablés más" de la agrupación A.D.N., primero de Honduras en ser difundido por la cadena MTV.

- A inicios del siglo XXI se realizaría Almas de la Medianoche de Juan Carlos Fanconi, la que sería la primera película hondureña con más de seis semanas en cartelera, la que allana el camino en las salas de cine comercial del país para los posteriores realizadores de largometrajes de ficción. Lo de “primer película hondureña” es un calificativo injusto e impreciso, ya que el mismo año se estrenó en salas el emblemático largometraje póstumo del cineasta Sami Kafati: No hay tierra sin dueño, que con justicia ha quedado para la memoria de la cinematografía hondureña como la primera ficción de largometraje del país.

A partir del año 2007 se intensifica la producción cinematográfica con los siguientes largometrajes :
- Amor y Frijoles de Hernán Pereira y Matew Kodath

- Unos Pocos con Valor de Douglas Martin e Ismael Bevilacqua, producida por Marisol Santos

Ya en los primeros años de la década del dos mil diez la producción cinematográfica ha ganado en calidad y experiencia. Se producen los siguientes largometrajes:
- No Amanece Igual Para Todos de Manuel Villa, Ramón Hernández y Francisco Andino.

- Toque de Queda de Javier Suazo Mejía

- El Xendra de Juan Carlos Fanconi

- Quién Paga la Cuenta de Benjamín López.

La producción de cortometrajes ha tenido una auténtica explosión, contándose en el 2013 al menos cincuenta cortometrajes de todos los géneros y destacándose jóvenes realizadores como Ángel Maldonado, César Hernández, Angel Funes y Alejandro Oseguera.
En el género de cine documental destacan realizaciones de contexto social como los siguientes:
- El Porvenir de Óscar Estrada
- Corazón abierto (Honduras, 2005) de Katia Lara
- Quien Dijo Miedo (Honduras, Argentina, 2010) de Katia Lara
- La Voz de las Víctimas de Gerardo Aguilar
- Narziso de Laura Bermúdez,
- Berta Vive (Honduras, 2016) de Katia Lara
- Berta Soy Yo (Honduras, 2022) de Katia Lara

- Además de documentales históricos como  Al Compás del Campanario de Elizabeth Figueroa y Nolbam Medrano

- Y documentales etnográficos como Tikin y Los Hijos de Toman de Gerardo Aguilar.

## Cine hondureño
Desde 1962 se han producido un gran número de obras cinematográficas, entre las que destacan las siguientes:

### Largometrajes
La producción del primer largometraje hondureño inicia con No hay Tierra sin Dueño, realizado por Sami Kafati, quien comenzó a rodarla en los años 1980 y murió en 1996 sin terminar el filme. su familia se encargó de finalizarlo. La película fue estrenada en 2002.
- Almas de la Medianoche, realizada por Juan Carlos Fanconi y exhibida en salas de cine en el año 2002.

- Anita la cazadora de Insectos, producida por la Universidad Nacional Autónoma de Honduras y Praxis Video, dirección Hispano Duron, producción ejecutiva Marisela Bustillo, directora de fotografía Fabiola Maldonado, director de arte Marco Licona. Estrenada en Tegucigalpa en 2002.

- Más allá de una esperanza producido por Francisco Andino en 1998, es el primer cortometraje documental en 35 minutos.[5]
- Poseid@s, producida por Carla Calderón en el año 2007.
- Angelina, una historia de amor y tragedia escrita por Carlos F. Gutiérrez, fue llevada al cine en el año 2008, producida por Carla Calderón.[6]

- Amor y Frijoles, una típica historia de Amor y Frijoles, fue llevada al cine en el año 2009, producida por Guacamaya Films, dirigida por Mathew Kodath y Hernan Pereira.[7]
- Toque de Queda, segundo largometraje de ficción, en el género de Cine Noir de Javier Suazo Mejía, que desnuda el resquebrajamiento de la sociedad hondureña a raíz del golpe de Estado de 2009.

- Unos Pocos con Valor, 2010, basada en la obra de Mario Berríos "Los Pájaros de Belén" dirigida por Douglas Martin e Ismael Bevilacqua y producida por Marisol Santos. realizada en coproducción entre Filmarte y Producciones Audiovisuales, con permanencia de exhibición en cines de 12 semanas.

- Quien dijo miedo, Honduras de un golpe...] un largometraje documental sobre el golpe de Estado en Honduras, producido por Terco Producciones y dirigido por Katia Lara.

- El Xendra, segundo largometraje del director Juan Carlos Fanconi. Exhibida simultáneamente en 56 salas de Centroamérica entre los meses de octubre y diciembre del año 2012.

- Cuentos y Leyendas de Honduras, tercer largometraje de ficción de Javier Suazo Mejía que mezcla elementos de folclor y suspenso, basado en los relatos radiales de Jorge Montenegro. Fue estrenado el 22 de octubre de 2014 en medio de una campaña de mercadeo sin precedentes en el cine hondureño.

- De lo que sea (2015-2016) película del género comedia, dirigida por Abraham Espinoza y J. Jon y que ganó el premio a Mejor Guion y Mejor Edición en el Festival Internacional Ícaro 2016.
- Cásate conmigo (2015) Comedia romántica, Guion César Manzanares, dirección Donaldo García.
- Cuestión de Fé (2016) Drama, Guion César Manzanares, Dirección Donaldo García. ´primer largometraje realizado en la zona sur de Honduras.
- Infieles (2017) Comedia, Guion y Dirección César Manzanares.
- Vacaciones en El Sur (2018) Comedia, Guion y Dirección César Manzanares.
- Todo es Posible (2022) Drama, Guion y Dirección César Manzanares.

- El Cuerpo Extraño de José A. Olay.
- El Espíritu de mi Mamá de Alí Allié.
- El reyecito de Fosi Bendeck.
- Alto Riesgo de René Pauck.
- Lado, de Esaú Adonai.
- El Último Secuestro, de José A. Olay.
- La Hora Muerta, de Javier Suazo Mejía.

### Mediometrajes
- Morazán, Cristo (1981) y Milagro de Navidad (1983) realizados por Salvador Lara.
- Alto Riesgo realizado por René Pauck (1985).

### Cortometrajes
Entre los cortometrajes nacionales destacan:
- Nos Vale Verja, de Regina Aguilar.
- Mi Vida Loca por Daniel Serrano y Mario Jaén en el año 2001.
- Los Fantasmas del Huracán escrito y dirigido por Elizabeth Figueroa (2001) y producido por CRA-UNAH.
- De larga distancia de Katia Lara, producido por Terco Producciones
- Insurance Cortometraje de Angel Funes
- "Historia de Camposanto" y "Cuentos de Carretera" por Elizabeth Figueroa y Nolban Medrano.
- "Libremente Encerrado" por Mariela Zavala
- "Taller de Máscaras” de Darwin Mendoza
- "La Cometa" de Ángel Maldonado.
- "72 Horas" por Katia Lara
- "Alberto Solo" y Lúminus" de Michael Baruch. Laura Bermúdez
- "La Orquesta que Murió en Silencio" y "Narciso" por Laura Bermúdez
- "Esperándola" y "Secretos Conocidos" de James Join,
- "El Sueño de Memo" de Hispano Durón
- "El Último Hombre" por el grupo de creación El Colectivo
- "El Día de la Luz" de César Hernández,
- "Tiempo de Vida" ficción por Francisco Andino
- "Solo Sebastián" de Elizabeth Figueroa y René Pauck
- It's Me, Sarah de Fabiola Andrade
- Victoria, de William Reyes. (Mejor Cortometraje documental Centroamericano Ícaro 2019)
- "El Pescador", de William Reyes. (Mejor Cortometraje de Ficción Centroamericano Ícaro 2023)
- "La Visita de Briana" de Elizabeth Figueroa producida por Latino Estudio
- "Roberto" de Elizabeth Figueroa y Nolban Medrano producida por Latino Estudio

### Cortos de animación
- "Virus", de Omar Carías, fue el primer cortometraje de animación por computador realizado en Honduras; ganador en el festival Ícaro de Guatemala (2007) y primer lugar en el festival de Cine Centroamericano de Viena, Austria (2008).
- "Oscuro Cardinal”, de Adrián Guerra
- "Alberto Solo”, de Michael Baruch Pacheco, fue el primer cortometraje de animación clásica (Cuadro por Cuadro, 2009) ganador de una mención honorífica Festival Ícaro de Guatemala (2010)
- "Lúminous”, de Michael Baruch Pacheco

### Documentales
Entre los años 1977-1980 se realizaron algunos documentales financiados por el Ministerio de Cultura y Turismo de esa época, los cuales fueron filmados en 16mm, y cuyos realizadores fueron Sami Kafati, Mario López, Vilma Martínez (ambos recién graduados como Realizadores de Cortometrajes en la ciudad de Buenos Aires, Argentina), René Pauck y Napoleón Martínez. Entre sus producciones destacan "Mundo Garífuna"; "Maíz, Copal y Candela", documental realizado para una Bienal de Magia en Brasil; Ticha Reyes; y José Cecilio del Valle. 
- "Los Colores del Aserrín" por Elizabeth Figueroa y Nolban Medrano
- "El Pelícano Gris" por Elizabeth Figueroa
- "Al Compás del Campanario" por Elizabeth Figueroa y Nolban Medrano
- "Murillo" por Nolban Medrano y Emmanuel Jaén
- "El Porvenir" por Óscar Estrada
- "Haceme Barra" por Luis Hércules
- "Bambú, Testimonio en Escena" por Paola Reyes
- "Corazón Abierto","Quien Dijo Miedo" por Katia Lara
- "Historia del Rock en Honduras” por Michael Bendeck
- "La guerra de 1924" de Nolban Medrano y Elizabeth Figueroa
- "Viva La Gloria" de Junior Álvarez
- "Cusuna" (Lugar del Pez Dormilón), "Tzikin", "Los Hijos de Toman" por Gerardo Aguilar
- "Hasta que el teatro nos hizo ver" por René Pauck
- "Maíz, Copal y Candela" por René Pauck y Mario López
- Berta vive (2016), Katia Lara

## Cineastas y actores hondureños
Honduras cuenta muchos cineastas y actores nacionales, muchos de ellos han egresado de las diversas escuelas de teatro en Honduras o de la Escuela Internacional de Cine y Televisión.

### Cineastas hondureños
Debido a la inexistencia de una escuela de cine en Honduras, muchos cineastas se han formado en escuelas de cine en otros países, entre ellas, la Escuela Internacional de Cine y Televisión

#### Sami Kafati
Sami Kafati estudió cinematografía en Roma en los años 60 en la escuela Libera Università Internazionale degli Studi Sociali Guido Carli y continuó sus estudios en Estados Unidos de América al obtener una beca en la Universidad de Cincinnati.
Filmó los documentales:
- Independencia de Honduras (1971).
- Agua, vida y desarrollo (1976).
- Proyecto Guanchías (1976).
- Bajo Aguán en (1976).

Entre otros documentales de Sami Kafati se encuentran: "Bosques y Maderas de Honduras" (1977), "Acueductos rurales", "El despertar del Kukulcán" (1977), "Escuela Nacional de Ciencias Forestales" (ESNACIFOR), "Salud en Honduras" en (1977).
No hay Tierra Sin Dueño (1984-1996), largometraje de ficción de Sami Kafati. En 1982 la Escuela Nacional de Bellas Artes (Honduras) le otorgó el Premio Nacional de Arte Itzamná.

#### Fosi Bendeck
Fosi Bendeck Nació en Yoro, Honduras en 1941. Realizó estudios de actuación y dirección en Roma, Italia, entre 1957-1960. y después en la ciudad de New York, en 1961 se especializaría en actuación; luego recibió cursos de producción y Televisión en México, 1962-1963. Regresó a Honduras en 1963. Por más de 20 años se dedicó a la docencia en la Escuela de Periodismo de Universidad Nacional Autónoma de Honduras, y a luchar por consolidar una cinematografía nacional. Es considerado uno de los precursores del cine en su país y fue un reconocido representante del cine nacional en el extranjero.
Actuó en las películas:
- Utopía o Un cuerpo dividido y el mundo al revés (1972), del director Raúl Ruiz. La versión en alemán de esta película (MENSCH VERSTREUT UND WELT VERKEHRT) se conserva en el museo del cine en Múnich.
- No Hay Tierra Sin Dueño (1996), del director Sami Kafati.

Fosi Bendeck realizó su obra completa (Escritor, Productor, Director y actor) en la película:
- El Reyecito o el Mero Mero (1979). Considerada una de las primeras obras cinematográficas de Honduras. "El Reyecito" o "Mero Mero", además participó en varios festivales del cine latinoamericano.

Fosi Bendeck recibió varios premios y reconocimientos, incluyendo 'El mejor Maestro del año' de la Universidad Nacional de Honduras, y el reconocimiento del Ministerio de Cultura y deporte de Honduras, entre otros.

#### Javier Suazo Mejía
Javier Suazo Mejía nació en Tegucigalpa el 14 de julio de 1967. Ha incursionado en diversas actividades artísticas. Durante la década de los 90 integró una popular banda de rock hondureña llamada "Triángulo de Eva"; como novelista ha publicado: "De Gobernantes, Conspiradores, Asesinos y Otros Monstruos" (2005, EDICULT), "El Fuego Interior" (2009, EDICULT) y "Distopía" (2020, Casasola). Ha realizado numerosos documentales y spots comerciales para televisión y cine.
Cortometrajes:
- El Vuelo, Teatro Taller Tegucigalpa, 1991.
- Colores y Sabores, Aura Creativa producciones, 2009.
- El encarguito, 2020

Largometrajes:
- La Hora Muerta, Alpha Producciones, 1989.
- Toque de Queda, Aura Creativa Producciones, 2011.
- Cuentos y Leyendas de Honduras, Leyenda Entretenimiento S.A., 2014.

#### Juan Carlos Fanconi

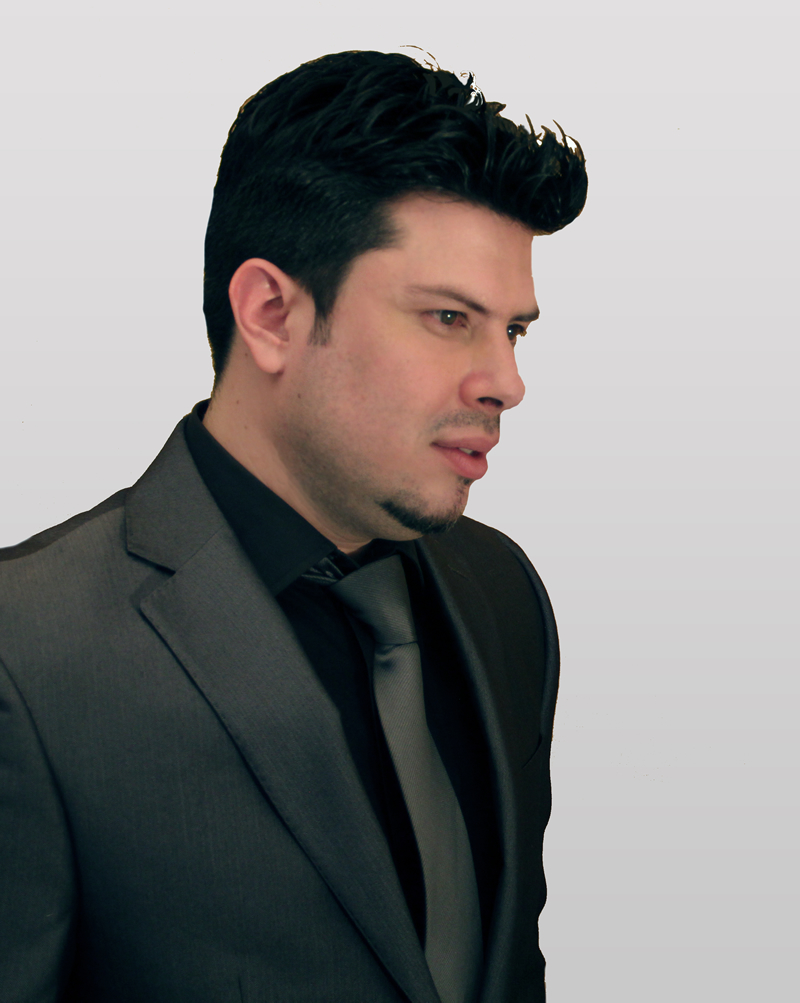
Juan Carlos Fanconi

Nació el 24 de junio de 1979, realizó estudios primarios en el Liceo Franco hondureño y seguidamente estudió Comunicación y Publicidad en la Universidad Tecnológica Centroamericana UNITEC en Honduras; escritor y director de la primera película hondureña llevada a salas de cines en Honduras en el siglo XXI –– "Almas de la Media Noche".
Películas y series de Televisión
- Almas de la Medianoche (2002) / Escritor y Director
- Misión La Reliquia, 16 episodios (2005) / Creador y Director
- Batalla de las Bandas La Casa, 8 episodios (2007) / Escritor, Director y Editor
- Urbanika Tv Show, Temporada 1: 38 episodios, Temporada 2: 25 Episodios (2008-2010) / Creador
- Zonaliquida Tv Show, 8 Episodios (2010) /Creador
- Zona Cole Tv Show, 30 episodios (2010-2011) /Creador
- El Xendra (2012) / Escritor y Director

#### Katia Lara Pineda

Katia Lara Pineda

Nació en Tegucigalpa el 6 de julio de 1967. Trabaja principalmente en el cine documental y es cofundadora de Terco Producciones. Ha sido galardonada a nivel nacional e internacional. Su obra más destacada es el documental Berta Vive, la cual obtuvo ocho premios de reconocimiento internacional, entre ellos una mención especial del jurado en la competencia de cortometrajes iberoamericanos del Festival Internacional de Cine de Guadalajara. 
Filmografía
- De larga distancia (2000)
- Juguito de naranja (2001)
- Deseo (2001)
- Corazón abierto (2005)
- Marisol (2005)
- ¿Quién dijo miedo?... Honduras de un golpe (2010)
- Entre objetos (2014)
- Margarita Murillo (2015)
- Berta Vive (2016)

### Actores hondureños
Muchos de los actores en Honduras se han formado diversos centros de formación teatral en el país, entre ellos
- la Escuela Nacional de Arte Dramático (Tegucigalpa, MDC)
- Teatro La Fragua (El Progreso, Yoro)el Progreso
- Centro de Capacitación en Artes Escénicas (CC-ARTES) San Pedro Sula[11]
- Departamento de Arte – UNAH
- Carrera de Arte de la Universidad Pedagógica Nacional Francisco Morazán (UPNFM)

Algunos artistas hondueños han trascendido a la industria internacional, entre ellos podemos mencionar los siguientes:
- José Zúñiga: Conocido por aparecer en películas como Misión imposible 3, Crepúsculo, Constantine, entre otros.
- Daniel Zacapaː Conocido por su participación en películas como Confesiones de una Mente Peligrosa y apariciones en series como Seinfeld y Star Trek: Deep Space Nine.
- Edgar Flores: Conocido por ser uno de los personajes principales de la película Sin nombre.
- America Ferrera: Conocida por su participación como protagonista de novelas y películas diversas de renombre en EUA.
- Eduardo Bahrː Conocido por su participación en filmes independientes, debutó en el filme Utopía de 1976.
- Brina Palencia: Entre sus trabajos más importantes se encuentra hacer la voz en inglés de Piccolo en el exitoso animé Dragon Ball Z y en sus respectivos videojuegos.[12] También apareció en un episodio de la cuarta temporada de la aclamada serie The Walking Dead.
- Renán Almendárez: Locutor de radio conocido como "El Cucuy de la mañana", recibió su estrella en el Pasillo de la Fama de Hollywood por su gran aporte a la industria del entretenimiento.[13]

## Festivales de cine
Honduras cuenta y ha participado en varios festivales de cine, entre ellos:

### Festival Ícaro
El Festival Ícaro de Cine y Vídeo es un festival celebrado todos los años donde compiten artistas centroamericanos e internacionales en diversas categorías. Cada nación centroamericana organiza un festival Ícaro dentro de su país, Los ganadores del Ícaro hondureño participan en el Ícaro regional, que se celebra en Guatemala durante el mes de noviembre.
En Honduras, desde el año 2012, el principal representante del festival es el Comité de Ícaro Honduras, conformado inicialmente por Denis Godoy, Cecilia Durán y Ana Martins, cuyo ejes de acción eran la formación de cineastas, la exhibición de películas Hondureñas y Centroamericanas y el desarrollo de la industria. 
Anteriormente, la muestra Ícaro en Honduras era representada por la "Universidad Pedagógica Nacional Francisco Morazán", también la Dirección de Cine de la Secretaría de Arte, Cultura y Deportes de Honduras contando los últimos años con el Centro Cultural de España en Tegucigalpa como principal patrocinador del Festival y como sala de proyección de la muestra.
En Tegucigalpa, M.D.C. el Festival Ícaro se celebra entre las fechas 19 al 22 de agosto, donde se realizan las siguientes actividades:
- Muestra itinerante del festival regional, exhibiendo las obras ganadoras y nominadas del año pasado.
- Concurso de materiales cinematográficos y televisivos de producción nacional.
- Talleres y conversatorios académicos que abordan temas concernientes a la producción cinematográfica.

Las nominadas durante el Festival Ícaro Honduras 2008 fueron las siguientes:
Categoría de Documental Centroamericano:
1. El Porvenir de Óscar Estrada
2. Rock Honduras de Michael Bendeck
3. En Mis Tacones de Fernando Reyes

Categoría de Documental Educativo:
1. Cusuna, lugar del pez dormilón de Gerardo Aguilar
2. Honduras tiene nombre de mujer de Katia Lara
3. Explore Honduras de Arturo Sosa y Marvin Orellana

Categoría de Cortometraje centroamericano:
1. La cometa de Ángel David Maldonado
2. El primer día de Ángel David Maldonado

Categoría de Vídeo Clip:
1. Velcro de David Estrada
2. El perro feliz de Michael Bendeck
3. Agab de Roger Rivera

Categoría de Animación:
1. Oscuro Cardinal de Adrián Guerra
2. La máquina de hacer nieve de Hugo Ochoa
3. Alberto Solo de Michael Baruch Pacheco (Mención Honorífica)
4. LÚMINOUS de Michael Baruch Pacheco

### Festival de cortometrajes de diario El Heraldo
Diario El Heraldo celebra anualmente su festival de cortometrajes.

## Premios y menciones Internacionales
- "No hay tierra sin dueño" de Sami Kafati, Quincena de realizadores; Cannes, Francia, 2003. Festival de Tribeca; Nueva York. Festival de Sao Paulo, Brasil.
- "Fantasmas del Huracán" de Elizabeth Figueroa y producido por el CRA-UNAH, Festival Ícaro 2002, Mejor Dirección, Mejor Guion y Mejor Película. Segundo Lugar en el Festival Audiovisual de Programas Educativos en Barcelona, ATEI- España 2002.
- "Anita la Cazadora de Insectos" de Hispano Durón,  mejor producción festival Ícaro 2003,  para Marisela Bustillo
- "Virus" de Omar Carias, Mejor corto de Animación Festival Ícaro (2007), Mejor Animación Festival Centroamericano de Viena, Austria (2008)
- "El Xendra" de J.C. Fanconi, "Jury Prize for Excellence" en el 38 Festival de Ciencia Ficción de Boston, USA. y Selección Oficial en el Festival de Ciencia Ficción Fantaspoa, de Brasil.
- "Esperándola"  del director franco-hondureño James Joint, ganadora como Mejor Guion para Elizabeth Figueroa y James Joint en el Festival de Cortometrajes en Santiago de Chile, 2010.
- "Victoria" de William Reyes, "Mejor Cortometraje Documental Centroamericano" en el Festival Ícaro de Centroamérica, Guatemala (2018).

## Apoyo gubernamental: Ley de Cinematografía de Honduras
En un hecho histórico para el sector nacional, el 6 de diciembre de 2019, el Congreso Nacional de Honduras publicó oficialmente la Ley de Cinematografía de Honduras cuyo objetivo oficial reza: "es objeto de la presente Ley, el desarrollo de la Industria Cinematográfica, incluyendo todos sus sectores y actividades para convocar las condiciones de la participación, competitividad y protección para la cinematografía nacional, sin perjuicio de lo establecido en la Ley del Derecho de Autor y Derechos Conexos y de los Tratados y Convenios Internacionales suscritos y ratificados por Honduras
Durante su presentación, el Gobierno de Honduras anunció que en conmemoración de los 200 años de independencia, el año 2021 se celebrará la segunda edición del Concurso de Cine de Cine Honduras Positiva,